# Тарн, Адам
Адам Тарн (пол. Adam Tarn; 20 октября 1902, Лодзь — 23 июня 1975, Лозанна) — польский драматург и театральный деятель.
Сын адвоката. Учился в Швейцарии и Франции, печатался с 1918 г. как журналист и литературный критик. В 1937 г. покинул Польшу, в годы Второй мировой войны жил в США. Вернулся в Польшу в 1949 г., дебютировав как драматург пьесой «Обычное дело» (пол. Zwykła sprawa), критически описывающей политику маккартизма в США. Пьеса была поставлена в 1950 г. и удостоена Государственной премии ПНР. За «Обычным делом» последовали пьесы «Ортега» (1952), «Авгиевы конюшни» (1954), «Загубленная жизнь» (1958). В 1952—1953 гг. возглавлял Театр Дома Войска Польского в Варшаве, в 1955—1968 гг. заведовал литературной частью в различных варшавских театрах.
В 1956 г. начал издание ежемесячного журнала драматургии «Диалог». Этот журнал, «инновативный, свободный от политической жвачки и ориентированный в направлении западного авангарда, быстро начал задавать тон в польской театральной жизни». На страницах диалога, в частности, увидела свет первая пьеса Славомира Мрожека «Полиция», а Тарн лично поддержал и напутствовал молодого автора; переписка Мрожека и Тарна за 12 лет (1963—1975) опубликована.
В 1968 г. Тарн был отстранён от руководства «Диалогом», после чего принял решение об эмиграции. В последние годы жизни преподавал в Канаде.